# Gate City
Gate City è un comune degli Stati Uniti d'America, situato nello Stato della Virginia, nella contea di Scott, della quale è il capoluogo.